# حسینیه حیدری
حسینیه حیدری مربوط به دوره صفوی - دوره قاجار است و در استان اصفهان، شهرستان کاشان، بخش مرکزی، شهر کاشان، فین بزرگ، محله حیدری، حد فاصل مسجد جامع فین و محله عارف واقع شده و این اثر در تاریخ ۱۵ دی ۱۳۸۷ با شمارهٔ ثبت ۲۴۰۲۱ به‌عنوان یکی از آثار ملی ایران به ثبت رسیده است.